# Il diavolo nella cupola
Il diavolo nella cupola è un romanzo a sfondo storico del 1930 scritto e illustrato da Yambo (pseudonimo di Enrico Novelli).

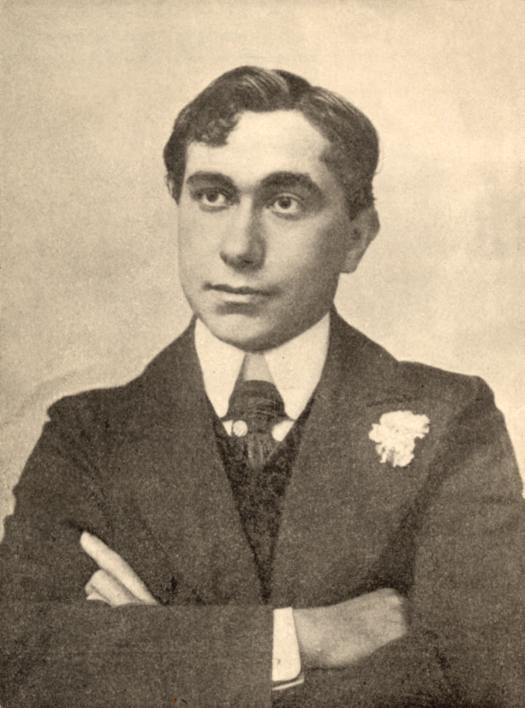
Yambo

## Trama
Nella Firenze del Cinquecento, Torello Canigiani si muove tra intrighi politici, nascondendo un’identità destinata a emergere nel corso del racconto. La sua vicenda si intreccia con quella della Repubblica fiorentina, in un crescendo di scelte difficili e verità inaspettate.

## Edizioni
- Yambo, Il diavolo nella cupola, Milano, Casa Editrice Mondadori, 1930.